# William Stubbs

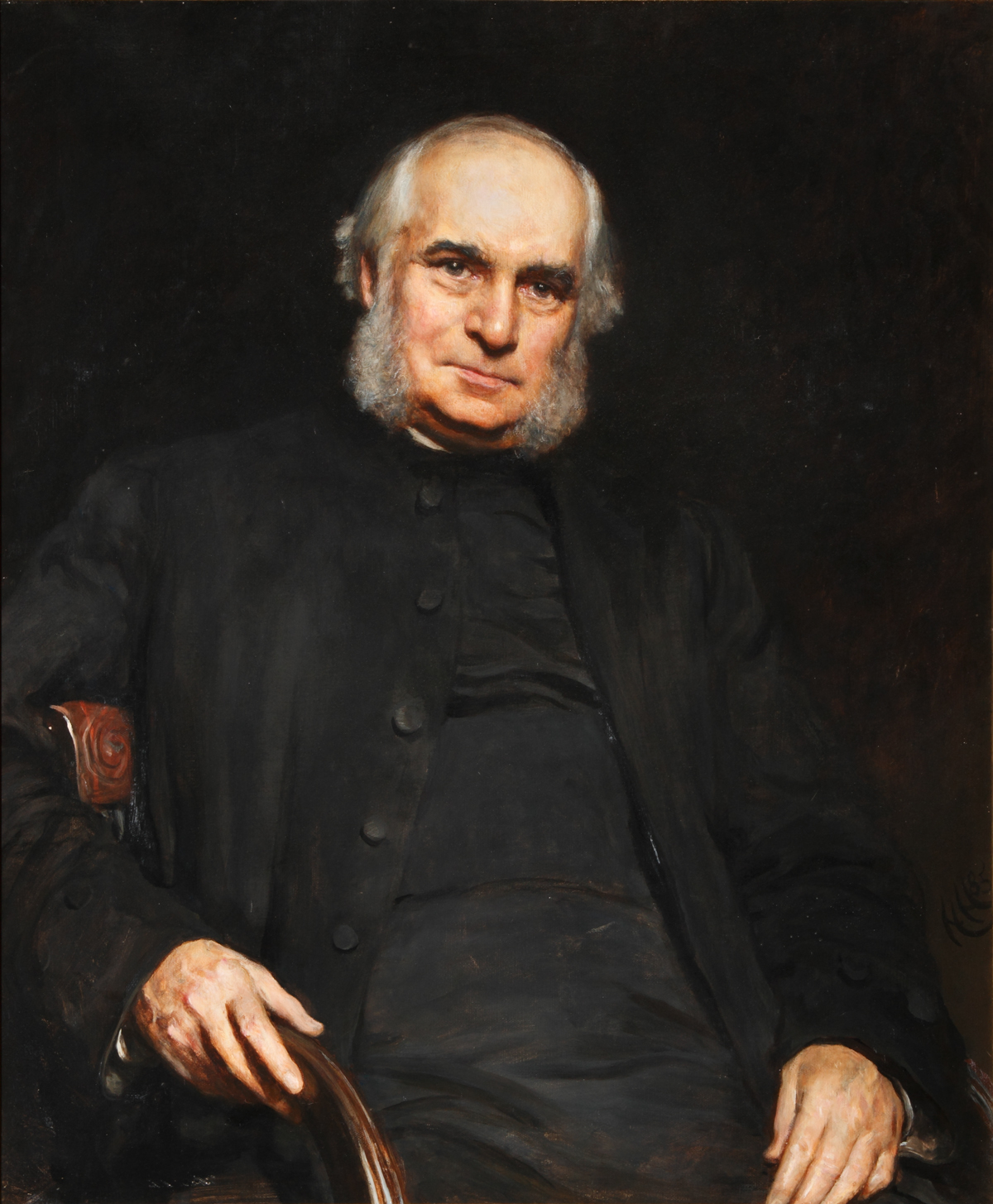
William Stubbs (1885)

William Stubbs (* 21. Juni 1825 in Knaresborough, Yorkshire; † 22. April 1901 in Cuddesdon, Oxfordshire) war ein englischer Historiker und Bischof von Oxford.
William Stubbs studierte Theologie an der University of Oxford und wurde nach Abschluss des Studiums 1850 Vikar. Da er sich sehr für Geschichte interessierte, widmete er sich, zunächst neben seinen priesterlichen Aufgaben, der Erforschung der mittelalterlichen englischen Geschichte. 1858 erschien seine erste wissenschaftliche historische Arbeit, eine kirchengeschichtliche Studie Registrum sacrum Anglicanum. Er gab danach die sogenannte Rolls Series, eine Sammlung mittelalterlicher englischer Chroniken, heraus und wurde 1866 Regius Professor of Modern History in Oxford. Diesen Lehrstuhl hatte er bis 1884 inne. 1872 wurde er zum korrespondierenden Mitglied der Göttinger Akademie der Wissenschaften gewählt.
Nachdem er 1884 wieder in den Dienst der anglikanischen Kirche zurückgekehrt und Bischof von Chester geworden war, traten seine historischen Studien in den Hintergrund. 1888 wurde er auf den Bischofsstuhl von Oxford berufen, den er bis zu seinem Tod im Jahre 1901 als Lordbischof besetzte. Stubbs wurde am 24. Januar 1897 in den preußischen Orden Pour le Mérite für Wissenschaft und Künste als ausländisches Mitglied aufgenommen. Seit 1880 war er auswärtiges Mitglied der Bayerischen und seit 1882 korrespondierendes Mitglied der Preußischen Akademie der Wissenschaften. 1881 wurde Stubbs in die American Academy of Arts and Sciences gewählt. 1892 wurde er Ehrenmitglied (Honorary Fellow) der Royal Society of Edinburgh.
Neben seinen Studien über englische mittelalterliche Geschichte befasste Stubbs sich auch mit der deutschen frühmittelalterlichen Historie. Allerdings erschienen seine Studien hierzu erst posthum 1908.

## Werke (Auswahl)
- Constitutional History of England. Clarendon Press, Oxford 1874–78, 3 Bände und 1891–96, 2 Bände
- Germany in the early Middle Ages 476–1250. Longmans, London 1908